# Безумная любовь (фильм, 1995)
«Безумная любовь» — американский художественный фильм 1995 года, мелодрама режиссёра Антонии Бирд с участием Дрю Бэрримор и Криса О’Доннелла. Фильм вышел на экраны 26 мая 1995 года. Кинокартина имеет и другое название — «Дикая любовь».

## Сюжет
Мэтт Лилэнд — обычный подросток, он учится в школе и увлекается астрономией. Однажды ночью, наблюдая за звёздами, Мэтт увидел прекрасную девушку, которая занималась сёрфингом. Позже Мэтт знакомится с этой девушкой.
Она — Кэйси Робертс, её родители недавно переехали, и она теперь будет учиться в той же школе, что и Мэтт. Мэтт и Кэйси влюбляются друг в друга. Но есть проблема: девушка больна — у Кэйси часто возникают глубокие депрессии и уже были попытки самоубийства.
Родители Кэйси, особенно её отец, считают, что их дочь должна находиться в психиатрической больнице, куда они её и помещают. Кэйси подговаривает Мэтта спасти её от родителей — и влюблённые убегают в Мексику. Но и там приступы болезни у девушки не прекращаются.

## В ролях
- Крис О'Доннелл — Мэтт Лилэнд
- Дрю Бэрримор — Кэйси Робертс
- Мэттью Лиллард — Эрик
- Ричард Кэйм — Дункан
- Роберт Надир — тренер
- Джоан Эллен — Маргарет Робертс
- Джуд Сикколелла — Ричард Робертс